# Necropoli Ara del Tufo
La Necropoli Ara del Tufo è una necropoli etrusca che si trova a Tuscania in provincia di Viterbo.

## Descrizione
I sepolcri di questa necropoli, a tumolo con tamburo circolare di tipo ceretano, e a camera, e risalgono ad un periodo compreso tra il VII e il II secolo a.C. .
Molti i reperti ritrovati in questa necropoli, come resti di ceramiche attiche, un Lekythos e un kylix di origine greca, una olpe di produzione etrusca, come di produzione etrusca sono diverse anfore per il vino e contenitori per alimenti.